# Eleições legislativas no Benim em 2007
As eleições legislativas de 2007 no Benim realizaram-se no dia 31 de Março de 2007.
A data inicialmente prevista era 25 de Março de 2007, mas houve necessidade de adiar o acto eleitoral por 6 dias devido a dificuldades de organização.
Tomaram parte nas eleições 26 partidos políticos e alianças.
O eleitorado do Benim é composto por mais de 7.900.000 eleitores, os quais votarão sob o olhar de vários observadores nacionais e internacionais;.
Os 83 assentos na Assembleia Nacional do Benim foram disputados por um total de 2.158 candidatos; distribuidos por 24 círculos eleitorais. Foram instaladas 17.487 secções de voto.
Entre os candidatos encontram-se 228 mulheres. Apenas 55 mulheres figuram entre os 624 candidatos à cabeça das listas. As beninenses são apenas 8 em cada 83 deputados, 5 em cada 22 ministros e 3 em cada 77 presidentes de câmara municipal .

## Resultados
A lista das "Forças Caurins para um Benin Emergente (FCBE)", apoiada pelo Presidente Yayi Boni, venceu com ampla vantagem as eleiçoes legislativas no Benin.
De acordo com os dados definitivos, os 83 lugares no Parlamento Beninense ficam distribuídos por 12 partidos, da seguinte forma:
| Partido                                       | Lugares |
| --------------------------------------------- | ------- |
| Forças Caurins para um Benin Emergente (FCBE) | 35      |
| Aliança para uma Dinâmica Democrática (ADD)   | 20      |
| Partido da Renovação Democrática              | 10      |
| Força Chave                                   | 4       |
| União para o Renascimento (UPR)               | 3       |
| União Nacional para a Democracia e Progresso  | 2       |
| Força Esperança                               | 2       |
| Coligação para um Benim Emergente             | 2       |
| Aliança pelo Renascimento                     | 2       |
| Aliança de Forças de Progresso                | 1       |
| Partido para a Democracia e Progresso Social  | 1       |
| Restauro da Esperança                         | 1       |
| Total                                         | 83      |